# Billy Goodwin
Billy Goodwin (New York, 5 aprile 1961) è un ex cestista statunitense, professionista in Francia.

## Carriera
Venne selezionato dai Milwaukee Bucks al terzo giro del Draft NBA 1983 (65ª scelta assoluta).